# 사제왕상
파키스탄에서 종종 왕사제상(King-Priest)라고 불리는 사제왕상(Priest-King)은 1925~26년에 지금의 파키스탄 신드주에 위치한 폐허가 된 청동기 시대 도시 모헨조다로 발굴 중에 발견된 동석으로 조각된 작은 남성 조각상이다. 이 조각상은 기원전 2000~1900년경 모헨조다로 후기 시대의 것으로 추정되며, 인더스 문명("IVC")의 "가장 유명한 석조 조각상"이다. 현재 NMP 50-852번으로 파키스탄 국립박물관에 소장되어 있다. "조각가는 사실적인 세부 묘사와 양식화된 형태를 결합하여 실제보다 훨씬 커 보이는 강력한 이미지를 만들어냈다"는 점에서 널리 칭송받으며, 아마도 파슈파티 인장을 제외하고는 "인더스 문명을 더 잘 상징하는 것은 없다."
사제왕상은 단정하게 수염을 기른 남성이 머리에 필렛을 두르고 있는데, 이는 한때 정교했을 헤어스타일이나 머리 장식의 잔여물일 수 있으며, 그의 머리카락은 뒤로 빗어 넘겨져 있다. 그는 완장을 차고 있으며, 드릴로 뚫은 트레포일 무늬, 단일 원, 이중 원 모티프가 있는 망토를 입고 있는데, 여기에는 붉은색 흔적이 남아 있다. 그의 눈은 원래 상감 세공되었을 수도 있다. 이 조각상은 하단이 부러져 불완전하며, 아마도 미완성작일 수도 있다. 원래는 더 컸으며, 아마도 앉아 있거나 무릎을 꿇고 있는 전신상이었을 것으로 추정된다. 현재는 17.5 센티미터 (6.9 in) 높이이다.
현재 일반적으로 사제왕이라는 이름이 사용되지만, 이는 "근거 없는" 추측이다. 유물 발견 당시 발굴을 이끌던 고고학자 어니스트 J. H. 맥케이는 이것이 "사제"를 나타낼 수 있다고 생각했다. 존 마셜 경은 당시 분할 이전 인도 고고학 조사국("ASI") 국장이었으며, 이를 "왕사제"로 보았지만, "사제왕"이라는 용어를 처음 사용한 사람은 그의 후임자인 모티머 휠러 경인 것으로 보인다. 이 조각상과 다른 몇몇 인더스 문명의 남성 조각상에 대한 대안적인 명칭은 "씨족 지도자나 조상 인물의 기념상"이라는 것이다.
원본은 안전하게 보관되어 있고, 복제품이 파키스탄 국립박물관에 전시되어 있다. 박물관장 부카리 씨는 2015년에 "이것은 국가의 상징이다. 우리는 위험을 감수할 수 없다"고 설명했다. 박물관에서 사용하는 우르두어 명칭(영어 "King-Priest"와 함께)은 정확한 번역이 아니라, 우르두어-페르시아어-아랍어에서 주권자나 주교(의례 행사에서 국가 의자에 앉을 권리가 있는)를 의미하는 잘 알려진 표현인 "حاکم اعلی"(하킴 아알라)이다.

## 묘사

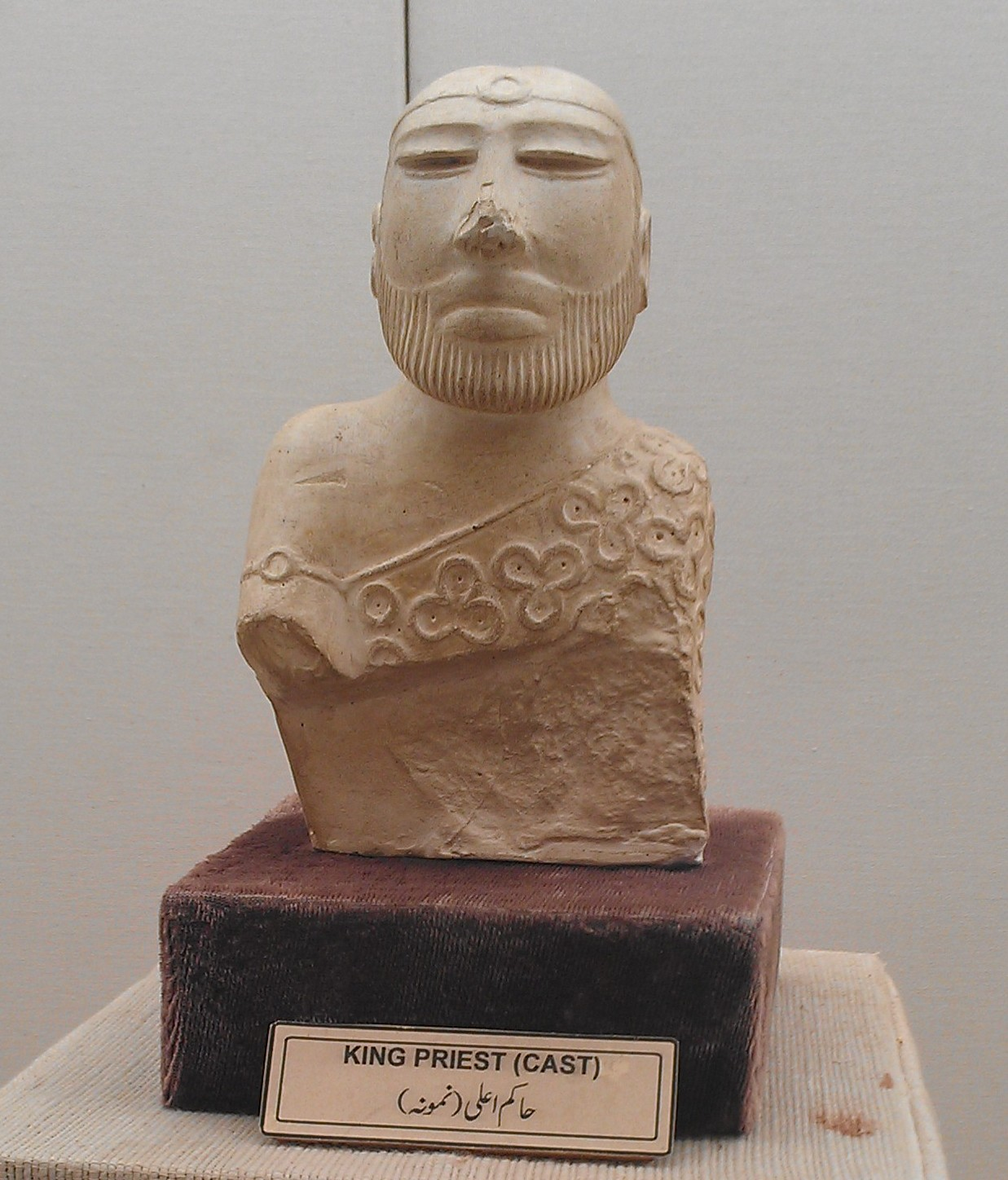
2013년 파키스탄 국립박물관에 전시된 석고상.

이 조각상은 부드러운 동석 광물로 조각되었으며, (겉보기에는 미완성이지만) 1000°C 이상의 온도에서 구워 단단하게 만들었다. 발굴 당시에도 이미 존재했던 얼굴 오른쪽 아래로 길게 이어진 균열은 이 과정이나 나중에 받은 충격으로 인해 발생했을 수 있다. 조각상의 하단은 고르지 않게 부러져 있으며, 패턴이 있는 가운이 앞쪽보다 뒤쪽으로 더 길게 이어져 있다. 코 끝 부분도 손상되었지만, 다른 많은 부분은 양호한 상태이다. 이 조각상은 더 완전한 다른 인더스 문명 남성 조각상과 비교되었는데, 이들은 앉은 자세를 보여주며, 경우에 따라 한쪽 무릎은 올리고 다른 다리는 몸 아래로 집어넣은 자세를 취하고 있다. 사제왕도 원래 이러한 형태였을 수 있다. 조너선 마크 케노이어를 포함한 일부 고고학자들은 이 조각상과 다른 조각상들이 그 대상이 위신을 잃으면서 의도적으로 "부서지고 훼손되었다"고 믿는다.
눈은 크지만 좁고, 반쯤 감은 것처럼 보인다. 원래는 동공을 나타내는 조개껍데기나 돌 조각이 박혀 있었을 것이다. 귀는 이 유적지에서 발견된 다른 석재 머리 조각들처럼 매우 단순한 형태이다. 머리 상단 뒤쪽은 평평한데, 아마도 현재 없어진 무언가를 부착하기 위한 것이었을 것이며, 이것이 조각된 "쪽진 머리"였는지, 아니면 다른 재료로 만들어져 때때로만 착용했을 더 정교한 머리 장식이었는지에 대한 다양한 이론이 있다. 귀 아래 두 개의 구멍은 이것을 부착하기 위한 것이거나, 아니면 목걸이를 위한 것이었을 수도 있다. 맥케이는 평평해진 것이 머리가 손상되었기 때문이라고 제안했지만, 이후의 많은 저술가들은 이에 동의하지 않는다. 또 다른 가능성은 경사진 상단이 있는 벽감에 맞도록 설계되었을 수도 있다는 것이다.
이 조각상은 트레포일 무늬가 있는 토가와 같은 겉옷을 한쪽 어깨에만 걸치고 있는데, 파키스탄 자료들은 이것이 지역의 아지락 블록 프린팅 기법을 사용한 것이라고 주장한다. 이 위에 돋아난 트레포일 및 다른 형태들의 내부에는 원래 붉은색 물질, 아마도 어떤 종류의 페이스트가 채워져 있었다. 형태의 내부는 거칠게 남겨져 있어 이것이 잘 접착되도록 도왔다. 형태 주변의 공간에서는 원래 발굴 당시 "검붉은색"이었지만 원래는 부조 형태에 녹색이나 파란색 배경을 주었을 물질의 흔적이 발견되었다.
마셜이 인더스 문명에 대해 처음 생각했던 것은 메소포타미아와의 연관성이 매우 밀접하다는 것이었고, 1926년까지의 예비 보고서에서는 이를 "인도-수메르 문명"이라고 불렀다. 그는 나중에 이것이 틀렸다는 것을 깨닫고 "인더스 문명"을 사용하기 시작했다. 사제왕과 다소 유사한 메소포타미아 인물들 사이의 관계 가능성에 대한 많은 논의가 있었다. 미술사학자 벤저민 로우랜드는 "딱딱하고 가면 같은 면으로 머리를 조형한 방식과 특정 다른 기술적 세부 사항들이 상당히 유사하지만, 실제 관계를 증명하기에는 충분히 가깝지 않다"고 결론 내렸다.
그레고리 포셀에 따르면, 특히 얼굴 털을 다룬 방식이 조각상이 완전히 완성되지 않았음을 시사한다. 주된 턱수염은 평행선으로 섬세하게 작업되었지만, 윗입술도 주변 살보다 돌출되어 있으며, 콧수염을 나타내는 선은 추가되지 않고 단순히 매끄럽게 처리되어 있다. 뺨에서는 턱수염 선이 뺨으로 더 희미하게 이어지는데, 완성된 작품에서는 아마도 매끄럽게 처리되었을 것이다.
이 인물을 종교적인 인물로 해석할 수 있는 가능한 증거로는 눈이 코끝에 고정된 것처럼 보이는 모습(이는 요가의 한 수련 방식)과 한쪽 어깨에 걸친 가운이 나중에 불교의 승가티와 같은 의복과 유사하다는 점이다. 코끝에 집중하는 모습은 마셜의 인도인 조수 중 한 명이 주목했으며, 마셜은 파슈파티 인장에서도 같은 특징을 보았다.

## 발굴 및 최근 역사
이 조각상은 도시의 "D-K B" 지역에서 고고학자 카시나트 나라얀 딕시트(이후 ASI 국장)에 의해 1.37미터 깊이에서 발견되었으며, 발견 번호 DK-1909가 부여되었다. 정확한 발견 장소는 "이상한 평행 벽이 있는 작은 울타리"였는데, 아마도 하맘이나 사우나의 히포카우스툼이었을 것이다. 이 조각상은 이 벽들 사이의 작은 통로에서 발견되었지만, 이는 정상적인 위치로 보이지 않으며, 도시가 폐허가 될 때 이 공간으로 떨어지거나 굴러들어갔을 것으로 추정된다.
모헨조다로에서 발견된 유물들은 처음에 라호르 국립박물관으로 보내졌지만, 나중에 영국령 인도의 새로운 수도이자 ASI 본부가 있는 뉴델리로 옮겨져 계획된 "중앙 제국 박물관"에 전시될 예정이었다. 결국 1947년 인도의 분할 이후 이것은 인도 국립박물관으로 설립되었다. 새로운 파키스탄 유산 당국은 인더스 문명 유물의 반환을 요청했는데, 독립 당시 발견된 거의 모든 유물은 모헨조다로와 같이 현재 파키스탄에 있는 유적지에서 나왔기 때문이다.
이 조각상은 1972년 심라 협정을 통해 파키스탄과 인도의 정부 수반인 줄피카르 알리 부토 파키스탄 대통령과 인디라 간디 인도 총리가 합의한 후에야 파키스탄으로 반환되었다. 파키스탄 고고학자에 따르면, 간디는 사제왕상과 다른 가장 상징적인 인더스 조각상인 춤추는 소녀상(모헨조다로에서 발견된 더 작은 청동 조각상) 둘 다 반환하기를 거부했고, 부토에게 둘 중 하나만 선택할 수 있다고 말했다.

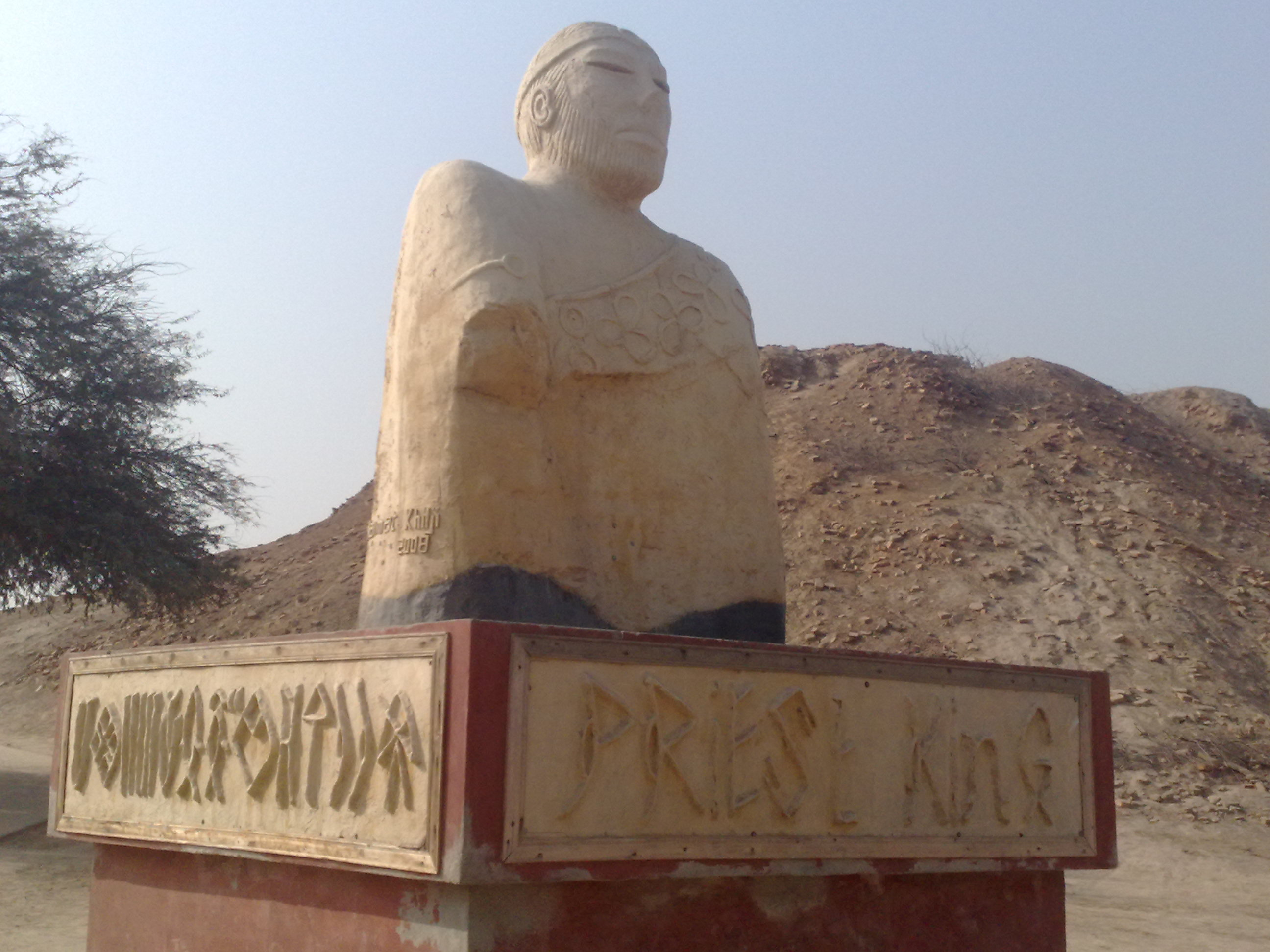
유적지에 있는 실제보다 큰 복제품

이 조각상은 1931년 벌링턴 미술 클럽에서 열린 "인도 미술" 전시회에 전시되었으며(카탈로그 114번), 춤추는 소녀상도 함께 전시되었다(카탈로그 136번). 인도 밖에서 인더스 문명 유물이 처음으로 전시된 이 행사는 언론의 상당한 주목을 받았다. 다른 전시회로는 2003년 뉴욕 메트로폴리탄 미술관에서 열린 "최초 도시의 미술: 지중해에서 인더스까지의 기원전 3천년" 전시회(카탈로그 272a번)가 있다. 이 조각상의 복제품은 파키스탄 안팎에서 인기가 많으며, 원본보다 훨씬 큰 복제품이 모헨조다로 유적지 입구에 세워져 있다.

## 맥락

### 미술

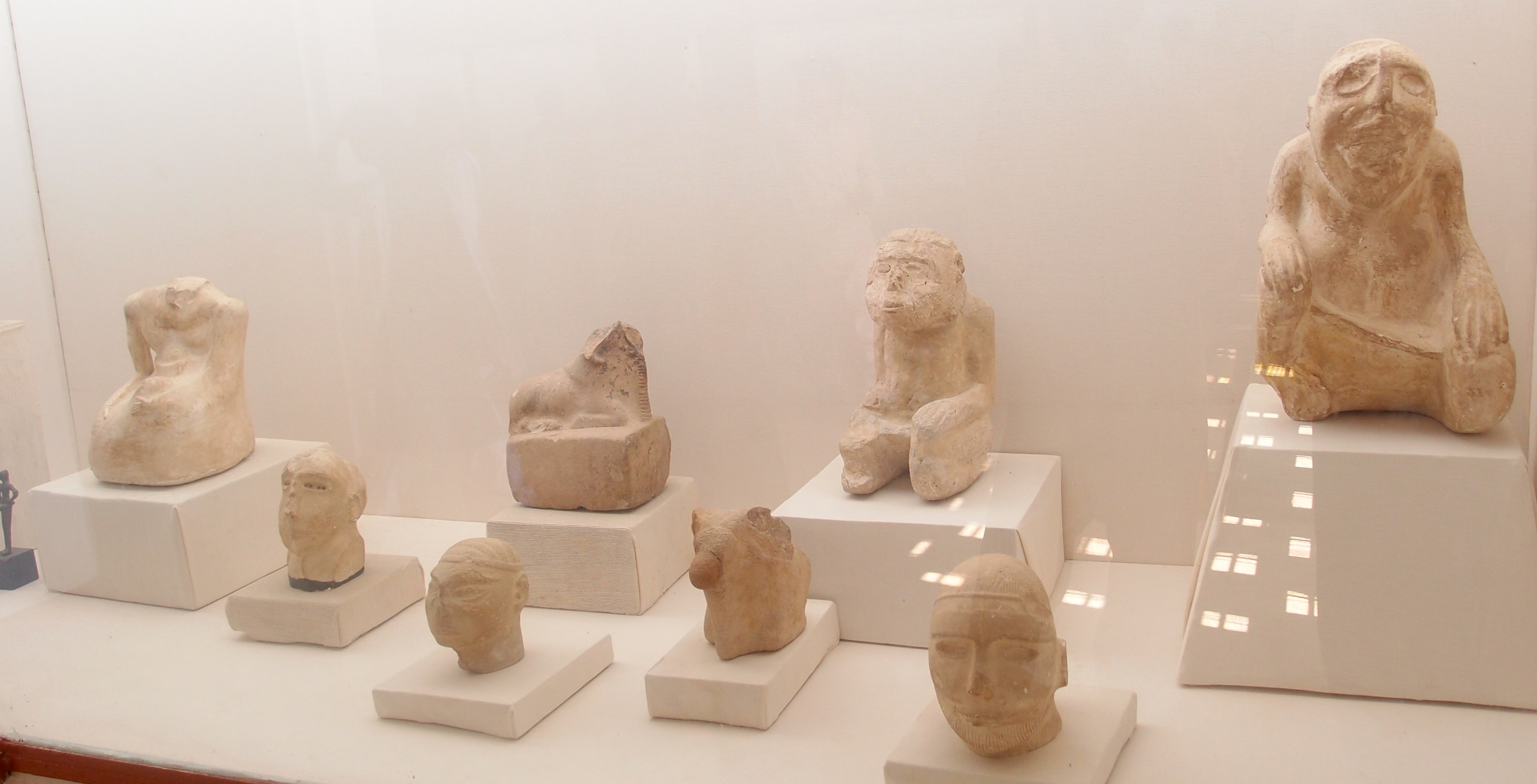
유적지 박물관에 있는 앉은 남자와 다른 세 남성 머리 조각상의 모형; 왼쪽에서 4번째("원숭이 신")와 5번째는 동물 형상이다.

이 조각상은 "모헨조다로에서 발견된 7점의 주요 인간 조각품" 중 하나이다. 다른 조각품으로는 두 점의 작은 전신 나체 청동 여성 조각상이 있는데, 둘 다 어떤 이들은 "무희"라고 부르지만, 제물 운반과 같은 다른 활동들이 제안되기도 했다. 또한 석회암이나 알라바스터로 된 세 점의 남성 머리 조각상(부러진 것으로 보임)과 머리 없는 앉은 남성 조각상도 있다. 이 조각품들과 사제왕 사이에 다양한 대조점과 비교점이 제시되었으며, 세부 묘사에서 상당한 다양성이 나타난다. 머리 없는 앉은 남성 조각상은 사제왕의 없어진 하반신 자세를 보여줄 수 있다. 나무 조각상도 있었을 가능성이 높지만, 현존하는 것은 없다.
또한 인더스 문명 전역에서 매우 많고 단순한 테라코타 인형들이 발견되는데, 대부분 여성상이며, 일반적으로 나중에 인도 전역에서 생산된 것들과 유사하며, 심지어 오늘날까지도 그러하다. 정교한 머리 장식은 이 인형들의 두드러진 특징이다.
동석은 인더스 문명에서 널리 사용되었다. 한 기술에서는 그것을 갈아서 반죽으로 만들고, 구워서 장식된 구슬을 만들었는데, 이 중 많은 것이 수출되었다. 또한 인더스 인장을 조각하는 데 주로 사용된 재료이기도 했다. 때로는 구워지고 때로는 구워지지 않았으며, 많은 인장들은 조각된 후 가볍게 구워진 코팅이 입혀졌다.
일부 학자들은 그곳의 예술과 유사한 점 때문에 사제왕상과 인더스 문명 맥락에서 발견된 소수의 유사한 유물들이 북쪽, 특히 동시대 문화인 박트리아-마르기아나 고고학적 복합체("BMAC")의 전통에서 영향을 받았을 수 있다고 제안했다. 아마도 이 유물들은 인더스 문명 도시에 거주하는 북쪽 출신 사람들을 위해 만들어졌을 수 있다. 인더스 문명과 달리, BMAC는 상당한 사회적 차등화를 시사하는 풍부한 무덤을 남겼으며, 지금까지 발굴된 대규모 정착지들은 각각 거대한 요새화된 복합체를 중심으로 한다. 이들은 이전에는 "사원"으로 묘사되었지만, 아마도 지역 통치자의 거주지였을 가능성이 더 높다.

### 인더스 문명 정치
고도로 복잡한 사회 조직에 대한 풍부한 증거에도 불구하고 강력한 지배계급의 증거가 없다는 점은 초기 발굴가들에게 인더스 문명 도시의 가장 놀라운 측면 중 하나였으며, 웅장한 무덤과 궁전의 일반적인 형태로 명확한 증거는 여전히 부족하다. 청동기 시대 조건에서 대규모 도시화를 달성하기 위해 지배계급이 필요했는지 여부는 여전히 미해결 질문이며, 인더스 문명이 국가였는지, 그렇다면 단일 국가였는지 여러 국가였는지에 대한 질문과도 관련이 있다. 군사 기반의 군주나 지배계급에 대한 증거가 부족했기 때문에, 어떤 종류의 신권정치 모델이 초기 고고학자들에게 널리 받아들여졌다.

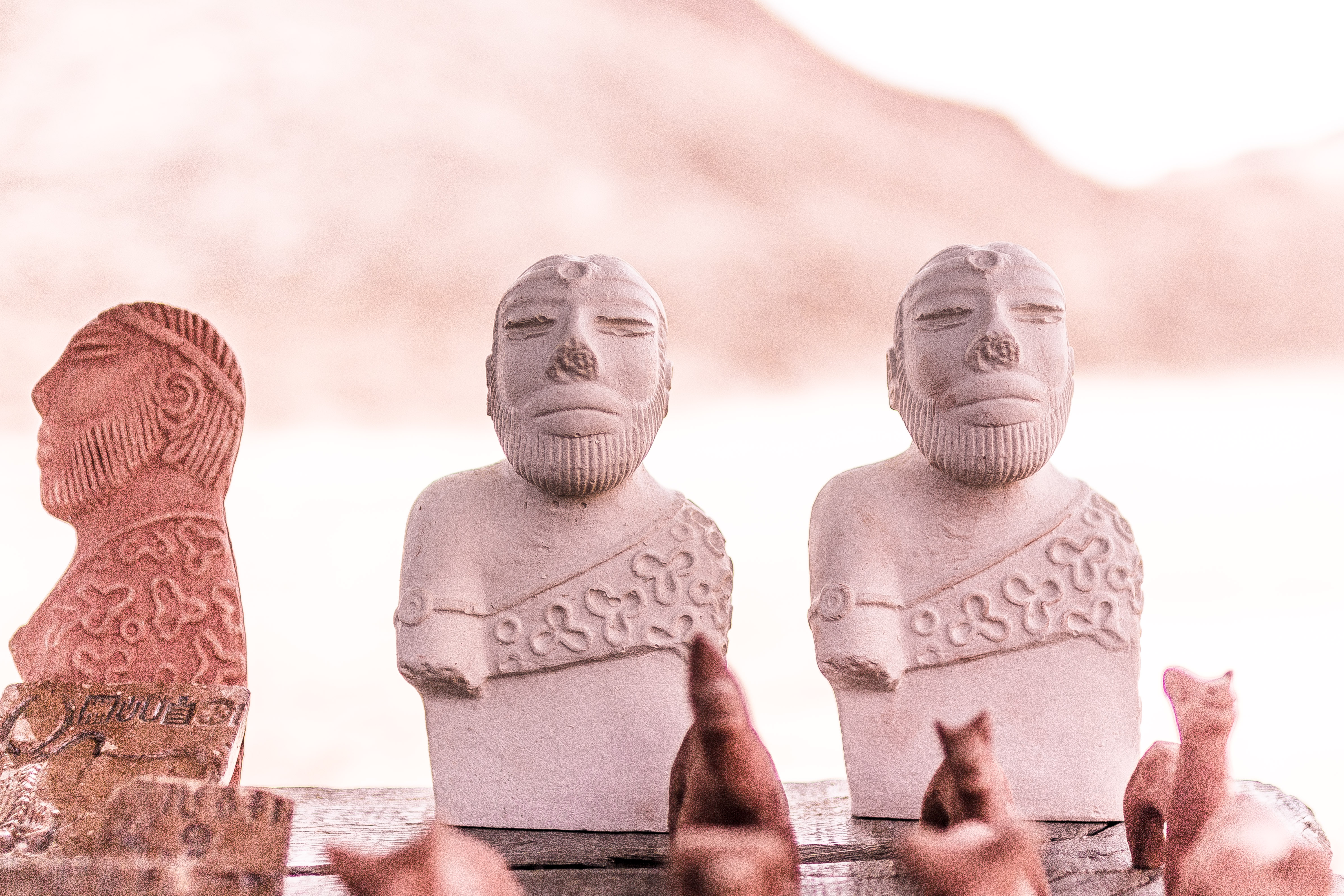
모헨조다로에서 판매되는 관광용 복제품

이것은 메소포타미아 고고학에서 지지를 받았는데, 실제로 수메르의 초기 도시들은 여전히 정치적 및 종교적 역할을 결합한 통치자들을 가졌다고 생각된다. 1940년대 인도에 있던 영국 고고학자 스튜어트 피곳은 인더스 문명이 "두 주요 정부 소재지에서 독재적이고 절대적인 권력을 휘두르는 사제왕들에 의해 통치되는 국가"라고 생각했다. 휠러는 이에 동의하며 다음과 같이 단언했다.
그들의 권위의 근원이 무엇이든—그리고 지배적인 종교적 요소가 상당히 가정될 수 있다—하라파의 통치자들이 그들의 도시를 수메르와 아카드의 사제왕이나 총독의 방식과 다르지 않게 통치했음은 더 이상 의심할 수 없다.
휠러는 큰 남성 조각상에 가해진 손상을 의도적인 것으로 보았으며, 그가 가설을 세운 아리아 침략자에 의한 인더스 문명의 폭력적인 전복 중에 발생한 것으로 보았는데, 이는 현재 일반적으로 신뢰받지 못하는 인더스 문명의 종말에 대한 설명이다. 21세기에는 인더스 문명의 권력이 가족이나 씨족 간에 더 넓게 분산되어 있었을 가능성이 있으며, 아마도 의회와 관련되었을 수도 있고, 도시의 쇠퇴가 더 점진적이었다고 보는 경향이 있다.
사제왕 인물들은 대략 인더스 문명과 동시대였으며 몇 세기 후에 흥망성쇠를 겪었지만, 발견과 발굴은 몇십 년 더 일찍 이루어진 미노스 문명에서도 상정되었다. 인더스 문명처럼 미노스 문명도 해독 가능한 문자가 없었으므로 고고학자들은 오직 물리적 증거에만 의존해야 했다. 인더스 문명과는 대조적으로, 크고 화려하게 장식된 "궁전"들이 매우 분명했지만, 누가 그 안에 살았는지에 대한 단서는 없었다. 발굴 책임자였던 아서 에번스 경은 사제왕의 개념을 선호했으며, 1901년 크노소스에서 발견된 파편적인 부조 프레스코에 그렇게 제목을 붙였다. 이는 휠러가 모헨조다로 인물에 대해 그렇게 한 것보다 훨씬 더 추측성 강한 것이었으며, 대부분의 학자들은 이제 그 파편들이 모두 단일 인물에서 나온 것인지에 대해 의심하고 있으며, 에번스의 재건축물에는 현재 백합 왕자라는 제목이 일반적으로 붙여진다. (에번스 밑에서 훈련받았던) 마셜처럼, 그는 자신의 "사제왕"을 발굴에 대한 주요 저서의 표지 이미지로 사용했다.

## 참고 문헌
- Aruz, Joan (ed), Art of the First Cities: The Third Millennium B.C. from the Mediterranean to the Indus, 2003, Metropolitan Museum of Art (New York, N.Y.), google books, (relevant IVC catalogue entries by Kenoyer, J.M.)
- Beard, Mary, "Builder of Ruins", in Confronting the Classics: Traditions, Adventures, and Innovations, 2013, Liveright, ISBN 9780871407160, 0871407167, google books
- Craven, Roy C., Indian Art: A Concise History, 1987, Thames & Hudson (Praeger in USA), ISBN 0500201463
- During Caspers, E. C. L., "The 'Priest King' from Moenjo-daro: An Iconographic Assessment", 1985, Annali dell'Istituto Universitario Orientale, vol. 45, issue=1, pp. 19–24, PDF
- Green, A.S. "Killing the Priest-King: Addressing Egalitarianism in the Indus Civilization", Journal of Archaeological Research, volume 29, 153–202, 2021, online
- "Harappa": ""Priest King," Mohenjo-daro" (by Jonathan Mark Kenoyer), Harappa.com. retrieved 6 June 2021
- Humes, Cynthia Ann, "Hindutva, Mythistory, and Pseudoarchaeology", Numen, 59(2/3), 178–201, JSTOR
- Kenoyer, J.M., Heuston, Kimberley Burton, The Ancient South Asian World, 2005, Oxford University Press, ISBN 9780195222432, 0195222431, google books
- Kumar, Brinda, "“Exciting a Wider Interest in the Art of India”: The 1931 Burlington Fine Arts Club Exhibition",  British Art Studies, Issue 13
- Possehl, Gregory A., The Indus Civilization: A Contemporary Perspective, 2002, AltaMira Press, ISBN 9780759101722, 0759101728, google books
- Rowland, Benjamin, The Art and Architecture of India: Buddhist, Hindu, Jain, 1967 (3rd edn.), Pelican History of Art, Penguin, ISBN 0140561021
- Shamsie, Kamila, "The birth of a nation", 디 이코노미스트 1843 online magazine, 19 January 2015 (log-in required)
- Singh, Kavita, "The Museum Is National", Chapter 4 in: Mathur, Saloni and Singh, Kavita (eds), No Touching, No Spitting, No Praying: The Museum in South Asia, 2015, Routledge, PDF on academia.edu
- Singh, Upinder, A History of Ancient and Early Medieval India: From the Stone Age to the 12th Century, 2008, Pearson Longman, ISBN 9788131716779, google books
- Tunio, Hafeez, "With King Priest 'in hiding', Dancing Girl yet to take the road back home", 16 July 2012, 익스프레스 트리뷴
- Vidale, Massimo, Treasures from the Oxus: The Art and Civilization of Central Asia, 2017, I.B. Tauris, ISBN 9781838609764, google books

## 더 읽어보기
- Ardeleanu-Jansen, A., "The Sculptural Art of the Harappa Culture", pp. 167–178 in Michael Jansen; Máire Mulloy; Günter Urban (eds.), Forgotten Cities on the Indus: Early Civilization in Pakistan from the 8th to the 2nd Millennium BC, 1991, Oxford University Press/Verlag Philipp von Zabern, ISBN 978-3-8053-1171-7.
- Vidale, Massimo, "A “Priest King” at Shahr-i Sokhta?", December 2017, Archaeological Research in Asia 15, DOI:10.1016/j.ara.2017.12.001